# Haran
I Bibelen, Haran (hebr. 'הָרָן) var søn af Tera, og broder til Nakor og Abram (senere Abraham). Første Mosebog beretter at Haran var fader til Lot (1 mos 11,27-29).